# 4.25 Sports Club
El 4.25 Sports Club (en chosŏn'gŭl, 4.25체육단; en hancha, 4.25體育團) es un club de fútbol de Corea del Norte de la ciudad de Pionyang. Fue fundado en 1947 o 1949 y juega en la Liga de fútbol de Corea del Norte.

## Historia
El 4.25 Sports Club se fundó en julio de 1947 o 1949 como Central Sports Training School Sports Club (en chosŏn'gŭl, 중앙체육강습소체육단; en hancha, 中央體育講習所體育團). El 25 de junio de 1971 o 1972 adoptó el nombre actual.
Es uno de los clubes más exitosos de Corea del Norte, al contar con 14 títulos de la Liga de fútbol de Corea del Norte en sus vitrinas. El nombre del club hace referencia al 25 de abril, viene del Día de la Fundación Militar y pertenece al Ejército Popular de Corea. A nivel internacional la mejor actuación del equipo fue en la Copa AFC 2019, cuando alcanzó la final.

## Uniforme
- Uniforme titular: Camiseta roja, pantalón rojo, medias rojas.
- Uniforme alternativo: Camiseta blanca, pantalón blanco, medias rojas.

## Estadio
El Estadio Yanggakdo es un estadio multipropósito situado en la ciudad de Pionyang, capital de Corea del Norte. Es usado como principalmente para el fútbol, recibiendo algunos partidos de la Selección de Corea del Norte.

## Palmarés

### Torneos nacionales
Masculino
- Liga de Corea del Norte (20)

 1985, 1986, 1987, 1988, 1990, 1992, 1993, 1994, 1995, 2002, 2003, 2010, 2011, 2012, 2013, 2015, 2017, 2017-18, 2018-19, 2021-22, 2022-23
- Copa de Corea del Norte (3):

 2001, 2006, 2011.
- Copa Hwaebul (4):

 2013, 2014, 2015, 2016.
Torneos internacionales
Copa AFC
 2019.
Femenino
- Liga de Corea del Norte (1): 2015.[4]

## Otras secciones
- Atletismo
- Baloncesto
- Balonmano
- Hockey hielo
- Voleibol